# Gottlieb Schlegel

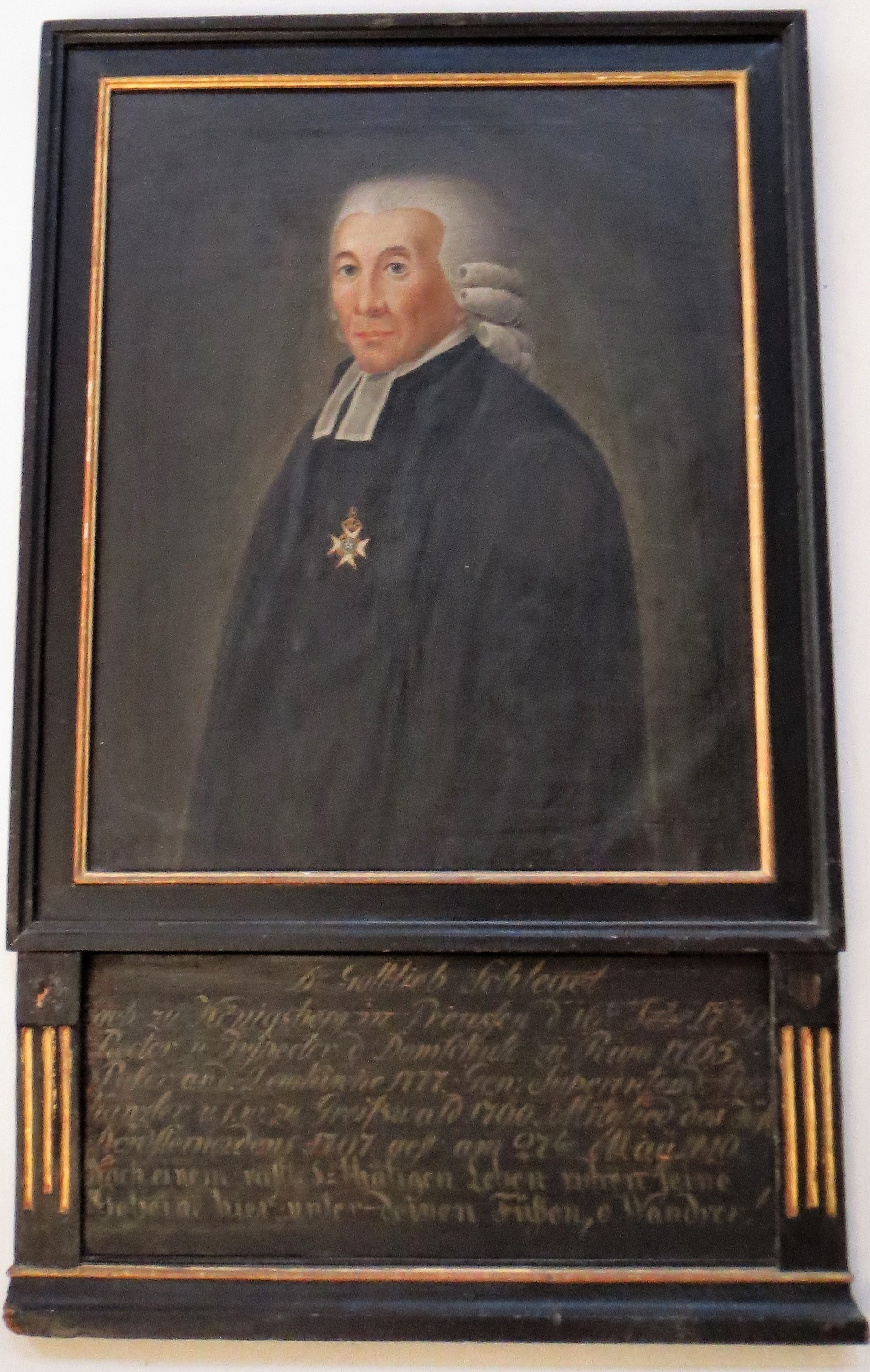
Gottlieb Schlegel, Epitaph im Dom St. Nikolai (Greifswald)

Gottlieb Schlegel (* 16. Februar 1739 in Königsberg i. Pr.; † 27. Mai 1810 in Greifswald) war ein evangelischer Theologe und Generalsuperintendent von Schwedisch-Pommern.

## Leben und Wirken
Gottlieb Schlegel war der Sohn eines Schneidermeisters. In seiner Heimatstadt Königsberg i. Pr. besuchte er das Collegium Fridericianum und studierte ab 1754 Theologie an der Universität Königsberg. Er war Schüler von Immanuel Kant und Jugendfreund von Gottfried Herder und Ludwig Gotthard Kosegarten.
Schlegel ging nach Riga im russischen Gouvernement Livland, wo er von 1765 bis 1780 Rektor und von 1782 bis 1790 Inspektor der Domschule Riga war. Ferner war er ab 1777 von Stelle zu Stelle aufrückend Prediger am Dom zu Riga und an St. Petri zu Riga, zuletzt ab 1788 Oberwochenprediger an St. Petri. In dieser Zeit wurde er 1777 an der Universität Erlangen zum Dr. theol. promoviert.
1790 folgte er einem Ruf nach Schwedisch-Pommern, wo er als Nachfolger von Bernhard Friedrich Quistorp Generalsuperintendent mit Sitz in Greifswald wurde. Außerdem übernahm er das Amt eines Professors für Theologie an der Universität Greifswald. Hier hielt er Vorlesungen über Dogmatik, Moral und Ethik im Geist der Wolffschen Philosophie und Aufklärung.
Im Jahre 1792 gab er den schwedisch-pommerschen Landeskatechismus heraus. Dem folgte 1796 ein von ihm mit verfasstes Gesangbuch, das jedoch wegen seiner stark „rationalistischen Ausrichtung“ auf großen Widerspruch stieß.
1806 erschien sein Werk „Grundlagen der Dogmatik“.
Schlegel starb in Greifswald mit 71 Jahren. Sein Nachfolger im Amt des Generalsuperintendenten wurde Johann Christoph Ziemssen.
Schlegel war verheiratet. Der Sohn Johann Gottlieb Schlegel (1787–1851) machte als Militärarzt Karriere in der russischen Armee und wurde Präsident der  Medizinisch-Chirurgischen Akademie zu St. Petersburg.

## Auszeichnungen
- Nordstern-Orden